# Ulrich Borsdorf

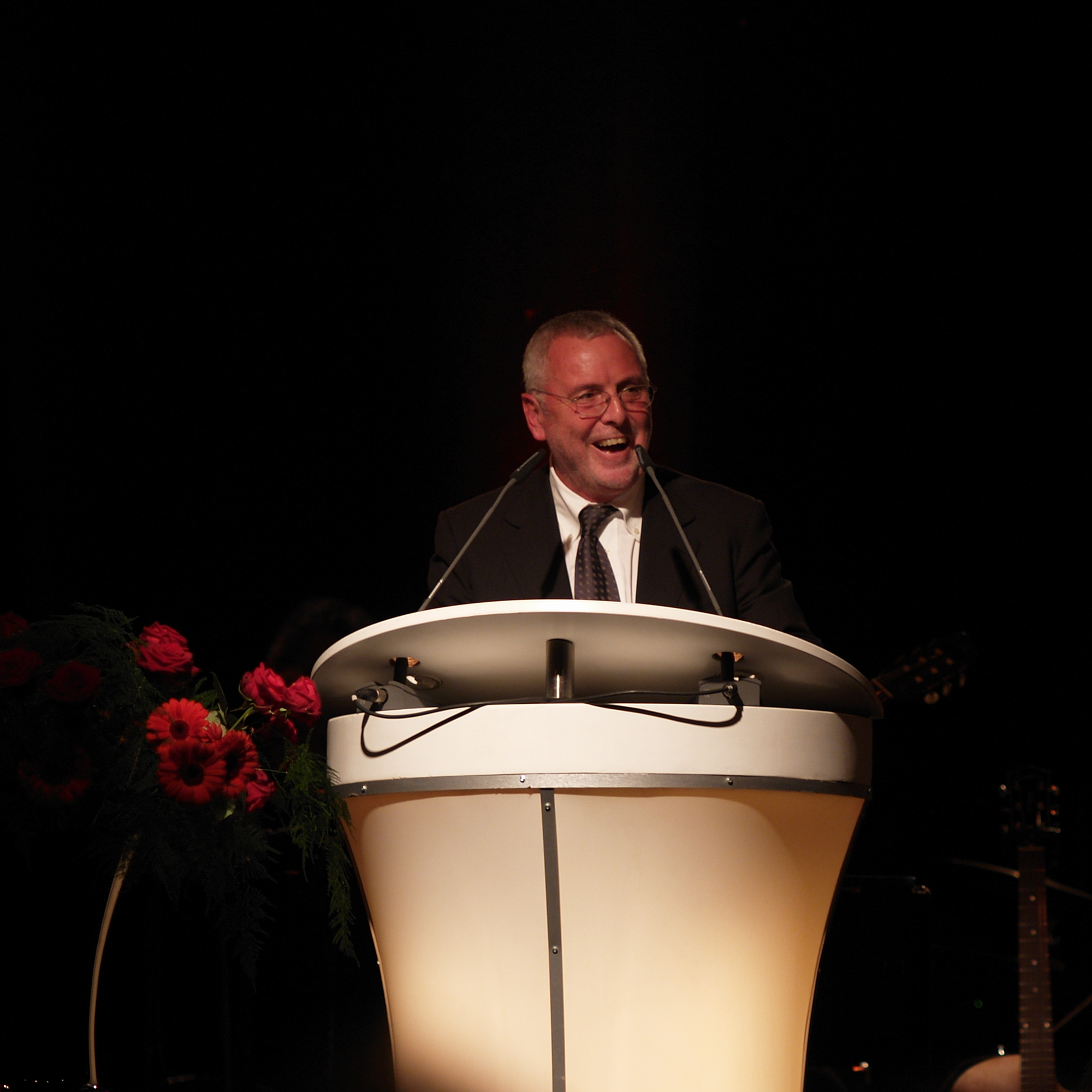
Ulrich Borsdorf (2010).

Ulrich Borsdorf (Jüterbog, 2 de diciembre de 1944) es un historiador alemán.

## Biografía
Ulrich Borsdorf estudió historia, ciencias sociales y alemán en las universidades alemanas de Friburgo y Bochum. De 1974 a 1978 fue asistente de investigación en historia en la Universidad de Duisburgo-Essen con Lutz Niethammer, y desde julio de 1978 ha trabajado como editor de diversas revistas mensuales sindicales. Luego trabajó como historiador en el Wirtschafts- und Sozialwissenschaftlichen Institut (Instituto de Ciencias Económicas y Sociales), una entidad próxima a los sindicatos alemanes. Desde 1986 hasta su cierre en abril de 2007, fue director del Museo del Ruhr de Essen. De 2008 a finales de 2011 fue director del nuevo Museo del Ruhr. También es miembro de la junta directiva de la Fundación Zollverein.
Es especialista en la región del Ruhr, la historia de Alemania después de la Segunda Guerra Mundial y los movimientos sociales de los siglos XIX y XX. Ha coordinado varias exposiciones en espacios considerados patrimonio industrial para la Internationale Bauausstellung Emscher Park.
Está en posesión de la Orden del Mérito de la República Federal de Alemania